# Okutama
Okutama (奥多摩町?) è una cittadina giapponese facente parte del Distretto di Nishitama, il cui territorio ricade sotto la giurisdizione del Governo Metropolitano di Tokyo.

## Luoghi
- Cascate di Hyakuhiro